# Hampnästoften

Hampnästoften är rester av en lång båt, daterad till mellan år 392 och 38 f.Kr., av samma typ som den berömda danska kanotliknande Hjortspringbåten. Föremålet har hittats på det som då var 12,5 till 13 meters djup i Själevadsfjärden, på dagens Alnäsbacken i Själevads socken i Ångermanland. Båten tros ha förlist på 200-talet f.Kr. i den dåvarande breda havsviken och brutits sönder. Föremålet sjönk till botten, och bevarades genom att ha varit täckt av ett två meter tjockt sedimentlager.
Föremålet utgörs av en 1 meter lång toft, det vill säga en sittbräda, med två skovelformade sitsar. Toften påträffades på 1920-talet och är sedan dess förvarad på Västernorrlands museum, där den föll i glömska fram till 1990-talet. Då upptäcktes att toften överensstämmer i konstruktion och ålder med den 14 meter långa Hjortspringbåten från Danmark, och i dimensioner med den minsta av dess tio toftar. Dock är Hjortspringbåten tillverkad i lind, och Hampnästoften i furu, och var därför sannolikt byggd i norr. I övrigt skiljer båtarnas sig enbart i detaljer som infästning. Båten vid Hampnäs tros ha haft minst tre tofter, och plats för åtta man.
Hjortspringtypen av båtar är symmetriska och kända i arkeologiska fynd från förromersk järnålder, men avbildades redan under bronsåldern i hällristningar, bland annat i Tröndelag, Bohuslän och möjligen Nämforsen. Typen skiljer sig i konstruktion från de asymmetriska bronsålderskepp som finns avbildade i stort antal i hällristningar, liksom från den stockbåt, daterad till mellan 700 och 450 f.Kr., som har återfunnits i Fiskeby i Hälsingland.
I området fanns under förromersk järnålder såväl jordbrukande (enligt pollenanalys), havsbrukande som jagande befolkningsgrupper, där åtminstone de första två skulle kunna ha brukat båtar. Båtens konstruktion kan tolkas som tecken på jordbrukande kultur av sydskandinaviskt snitt, trots att de tidigaste arkeologiska fynden av fast jordbruksbebyggelse i närområdet (Genesmon) dateras till första århundradet.
År 2001 återupptäcktes fyndplatsen, 400 meter norr om Hampnäs folkhögskolas dåvarande fastighet, med hjälp av minnesuppgifter från upphittarens sonson. Platsen bekräftades genom kol 14-datering av uppgrävt virke.
En rekonstruktion av båten, i en version med tio tofter, finns på Västernorrlands museum i Härnösand.